# Satanisme (kristendom)
 Denne artikel omhandler satanisme indenfor kristendommen. Opslagsordet har også en anden betydning, se Satanisme.
Visse kristne grupperinger spekulerer i teorier om Satan-kulter, der dyrker satanisme. Denne satanismemyte er en del af de kristne grupperingers tro, hvor dæmoner m.m. opfattes som en eksisterende realitet, som kan besætte mennesker. Desuden opfatter grupperne ofte eksistensen af onde sataniske grupper, som tilbeder Djævlen, som lige så realistisk som deres egen menigheds eksistens.
Denne form for satanisme dyrkes dog ikke af eksisterende grupper; i dag ved vi efter den såkaldte Satanic panic, der hærgede USA i 1980'erne, at der ikke findes sådanne grupper. Den kristne opfattelse af satanisme eksisterer kun i form af konspirationsteorier og vandrehistorier.

## Årsager til satanismemyten
Det ligger i de kristne gruppers selvforståelse, at kristendommen er god, og at ting, der opfattes som i modstrid med kristendommen, kan mistænkes for at være sataniske. Ordet "satanisk" benyttes derfor ofte til at betegne ting, der opfattes som forkerte eller onde. De kristne gruppers kritik af satanisme vil derfor ofte sige mere om de pågældende gruppers kristendomsforståelse, end den siger om satanisme.
Kritikken af satanisme kan også bruges til at kritisere ting i samfundet, som de kristne opfatter som problematiske. Det kan for eksempel være rollespil, forskellige musikgenrer, new age, feminisme, selvmord, alkohol, graffiti, etc. Disse ting knyttes sammen under betegnelsen "satanisme", hvorved de kan bruges til at forøge de enkelte fænomeners tilsyneladende alvorlighed. Endvidere kan forestillingen om en ond sammensværgelse, der f.eks. lokker unge mennesker ud i stofmisbrug, være betydeligt lettere at håndtere, end hvis forældrene skulle stille spørgsmål ved deres egen børneopdragelse. Ideen om en "ond sammensværgelse" gør indviklede problemer simple, og udpeger Satan som den traditionelle syndebuk, hvorved samfund og forældre tilsyneladende holdes skyldfrie.
Motivationen til at tro på en ond sammensværgelse kan også være, at mange (religiøse) mennesker har vanskeligt ved at forholde sig til tilfældigheder og meningsløshed. "Hvis Gud findes, og Gud er god, hvorfor sker der så onde ting?", er et meget ubehageligt spørgsmål for en person, der tror, at der "bør" ske "gode" ting. En ond sammensværgelse, som bevidst styrer det hele, er derimod en størrelse, man kan forholde sig til, og som man kan kæmpe imod.
En særlig form for beretninger om satanisme kommer fra påståede eks-satanister. Denne type vidnesbyrd kommer oftest fra personer, der siden har "fundet Gud" og blevet gendøbte i en mindre kristen sekt. Deres beretninger passer ind i en særlig kristen tradition for omvendelsesberetninger, og har sjældent rod i faktiske oplevelser. Denne type historier har som funktion at berette om Guds storhed og miraklet ved omvendelse, og jo mere syndig og fortabt en person har været før sin omvendelse, desto mere mirakuløs anses omvendelsen for at være. Satanismemyten tjener således til at underbygge den sektens kristendomsforståelse.